# Leeds United AFC säsongen 1969/1970
Leeds United var regerande ligamästare och satte höga mål för säsongen 1969/70. Man inledde säsongen med att besegra förra säsongens FA-cupvinnare Manchester City FC in Charity Shield-finalen med 2-1. Efter framgångsrikt spel och framskjutna placeringar i liga och cuper började det för första gången talades om att försöka vinna Trippeln, det vill säga, vinna ligan, FA-Cupen och Europacupen under en och samma säsong. Tottenham hade som första lag i modern tid lyckats vinna dubbeln säsongen 1960/1961 men inget lag i England hade tidigare varit i en position att utmana om trippeln. 
Laget kämpade länge om ligasegern och ledde ligan före Everton FC med drygt en månad kvar, men tappade under säsongens avslutning och fick nöja sig med en andra plats i ligan, de förlorades semifinalen i Europa-cupen mot Celtic FC och förlorade FA-cupfinalen mot Chelsea efter omspel. En säsong där laget fram till de avslutande veckor hade chansen att vinna tre stora titlar, slutade med att de inte vann någon av dessa. 
Lagkapten Billy Bremner tilldelades priset som Årets fotbollsspelare i England (FWA) och managern Don Revie blev utsedd till Årets Manager. 
Tack vare framgångarna i cupturneringarna spelade flera spelare drygt 55 matcher under säsongen vilket var ovanligt för dåtida spelare. Ingen spelade samtliga ligamatcher, Paul Madeley var den som spelade flest matcher, 58, varav 39 i ligan.

## Säsongsammanfattning
Inför säsongen slog Don Revie transferrekordet när han betalade £165 000 för Leicester-anfallaren Allan Clarke. Därmed bytte Leeds spelsystem från 4-5-1 till 4-4-2 med Clarke och Mick Jones som forwards på topp. Leeds inledde säsongen med att vinna FA Charity Shield där de besegrade Manchester City FC med 2-1. Everton tog en tidig ledningen i ligan och när lagen möttes den 30 augusti på Goodison Park vann Everton 3-2 och befäste sin position. Därefter spelade Leeds 18 matcher utan förlust och gick om Everton och upp i ligaledning mot slutet av januari. Leeds representerade samtidigt för första gången England i Europacupen för mästarlag, första matchen hemma mot Lyn vann Leeds med 10–0, ett resultat som fortfarande är klubbrekord och lagets största seger genom tiderna. 

Efter nyår började FA-cupen och Leeds besegrade i tur och ordning Swansea, Sutton, Mansfiled och Swindon. Då laget samtidigt ledde ligan började spekulationerna om att vinna dubbeln ("The Double"), det vill säga både ligan och FA-cupen samma säsong, en bedrift som dittills endast Tottenham Hotspurs lyckats med 1961. Då laget fortfarande var obesegrade i Europacupen och FA-cupen samt stred om ligasegern spekulerades det till och med om att vinna trippeln, vilket inget lag tidigare gjort. Nästa motståndare i FA-cupens semifinalen var Manchester United, första matchen slutade 0–0, första omspelet likaså 0–0 och den andra omspelsmatchen vanns av Leeds med 1–0 efter mål av Billy Bremner. Leeds var i FA-cupfinal för andra gången någonsin. 
På grund av VM-slutspel i Mexiko kortades ligasäsongen av något och det innebar att ligamatcherna spelades tätare och med mindre vila mellan matcherna. Detta påverkade Leeds då de förutom ligan också spelade i både FA-cupen och Europacupen. I början av mars mötte Leeds Standard Liège i Europacupen och vann både hemma- och bortamatchen med 1-0. I semifinalen väntade skotska Celtic med Leeds som favoriter, men det hårda matchprogrammet hade tärt på krafterna och laget förlorade båda matcherna med uddamålet. I första matchen på Elland Road chocka Celtic hemmalaget med att göra 0-1 redan efter en minut vilket också blev slutresultatet, i returmötet i Skottland tog Leeds ledningen i första halvlek men Celtic vände med två mål i början av andra halvlek och vann sammanlagt med 3-1. 
I ligan kämpade Leeds länge med Everton om segern, de ledde ligan under våren fram till de avslutande omgångarna men precis som i Europacupen påverkade skador och slitna spelare. Det behövdes två omspelsmatcher i FA-cupens semifinal mot Manchester United innan Leeds gick segrande ur drabbningen, men det innebar också att laget tvingades spela åtta viktiga matcher inom loppet av 22 dagar. Laget var inblandade i slutstriden om ligasegern, var i final i FA-cupen och semifinal i Europacupen, manager Don Revie insåg att han måste prioritera för att inte tappa allt. Han valde att prioritera cupspelet och lät flera av sina bästa spelare avstå de avslutande ligamatcherna för att istället vila och samla krafter inför på cupmatcherna. Resultatet blev att laget, som ledde ligan dittills enbart förlorat två av 36 ligamatcher ligamatcher under säsongen, förlorade fyra av sina sex avslutande ligamatcher och hamnade på en slutlig andraplats efter segrande Everton.
Den 11 april 1970 spelade Leeds FA-cupfinal mot Chelsea, en match där Leeds tog ledningen med både 1-0 och 2-1, det senare i 83:e minuten, men där Chelsea kvitterade tre minuter senare. Under förlängningen blev det inga fler mål utan matchen slutade 2-2 och för första gången på 58 år fick omspel tillgripas i en FA-cupfinal. Omspelet gick på Old Trafford, där Leeds åetrigen tog ledningen med 1-0 men där de till slut förlorade med 1–2 efter förlängning.
Laget som hade genomfört en av sina mest framgångsrika säsonger någonsin där de utmanat om segern på tre fronter blev till slut utan någon trofé, Charity Shields undantagen. Lagets insatser blev ändå uppmärksammat och belönat då managern Don Revie blev utsedd till Årets Manager och lagkapten Billy Bremner tilldelades priset som Årets fotbollsspelare i England.

## Ligatabell (summering)
Sluttabell i Engelska ligan division 1 säsongen 1969-1970.
| Nr | Lag              | S  | V  | O  | F  | GM | IM | MS  | P  |
| -- | ---------------- | -- | -- | -- | -- | -- | -- | --- | -- |
| 1  | Everton FC       | 42 | 29 | 8  | 5  | 72 | 34 | +38 | 66 |
| 2  | Leeds United AFC | 42 | 21 | 15 | 6  | 84 | 49 | +35 | 57 |
| 3  | Chelsea FC       | 42 | 21 | 13 | 8  | 70 | 50 | +20 | 55 |
| 4  | Derby County FC  | 42 | 22 | 9  | 11 | 64 | 37 | +27 | 53 |
| 5  | Liverpool FC     | 42 | 20 | 11 | 11 | 65 | 42 | +23 | 51 |
| 6  | Coventry City FC | 42 | 19 | 11 | 12 | 58 | 48 | +10 | 49 |

|  | Engelska mästare och kvalificerade till Europacupen för mästarlag säsongen 1970-1971. |
|  | Kvalificerade till Mässcupen 1970/1971.                                               |

## Spelare
Följande spelare ingick i truppen, kontrakterades, köptes eller såldes under säsongen.

### Spelartrupp
| Nr | Land      | Pos | Namn                          |
| -- | --------- | --- | ----------------------------- |
| 1  | Wales     | MV  | Gary Sprake (Ålder: 24)       |
| 2  | England   | F   | Paul Reaney (25)              |
| 3  | England   | F   | Terry Cooper (25)             |
| 4  | Skottland | MF  | Billy Bremner (Lagkapten, 27) |
| 5  | England   | F   | Jack Charlton (34)            |
| 6  | England   | F   | Norman Hunter (26)            |
| 7  | Skottland | MF  | Peter Lorimer (23)            |
| 8  | England   | A   | Allan Clarke (23)             |
| 9  | England   | A   | Mick Jones (24)               |
| 10 | Irland    | MF  | John Giles (29)               |
| 11 | Skottland | MF  | Eddie Gray (21)               |

| Nr | Land      | Pos | Namn                   |
| -- | --------- | --- | ---------------------- |
| 12 | Skottland | MV  | David Harvey (21)      |
| 13 | England   | MF  | Paul Madeley (25)      |
| 8  | England   | A   | Mike O’Grady (27)      |
| 8  | England   | A   | Rod Belfitt (24)       |
| 9  | England   | A   | Terry Hibbitt (22)     |
| 11 | Sydafrika | A   | Albert Johanneson (29) |
| -  | England   | MF  | Mick Bates (22)        |
| -  | Wales     | MF  | Terry Yorath (19)      |
| -  | England   | F   | Nigel Davey (23)       |
| -  | England   | F   | John Faulkner (21)     |
| -  | England   | MF  | Chris Galvin (18)      |
| -  | England   | F   | David Kennedy (19)     |
| -  | Skottland | MF  | Jimmy Lumsden (22)     |

Referens
 Positioner: A = Anfallare, MV = Målvakt, MF = Mittfältare, F = Försvarare. Spelarens ålder den 31 dec 1969 anges inom parentes ().

### Den vanligast förekommande laguppställningen
Den vanligast förekommande laguppställningen är baserad på lagets vanligaste spelsystem 4-4-2. De namngivna spelarna är de som spelade i respektive position flest gånger. 

### Främsta målgörare
| Namn          | Nat       | Pos | Mål Ligan | Mål FA-cupen | Mål Ligacupen | Mål Europacupen | Mål Totalt | Notering |
| ------------- | --------- | --- | --------- | ------------ | ------------- | --------------- | ---------- | -------- |
| Allan Clarke  | England   | A   | 17        | 7            | 0             | 2               | 26         |          |
| Mick Jones    | England   | A   | 15        | 3            | 0             | 8               | 26         |          |
| Peter Lorimer | Skottland | MF  | 14        | 2            | 0             | 3               | 19         |          |
| John Giles    | Irland    | MF  | 13        | 2            | 0             | 4               | 19         |          |
| Eddie Gray    | Skottland | MF  | 09        | 0            | 0             | 0               | 09         |          |

Innefattar enbart tävlingsmatcher under säsongen 1969/1970. 

### Lagkaptener

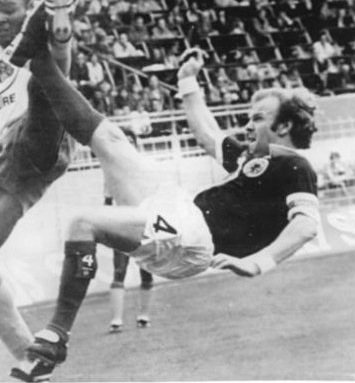
Lagkaptenen Billy Bremner blev utsedd till Årets spelare.

| Namn          | Nr | Nationalitet | Position | Matcher som kapten | Notering |
| ------------- | -- | ------------ | -------- | ------------------ | -------- |
| Billy Bremner | 4  | Skottland    | MF       | 35                 |          |

## Spelartransaktioner

### Nya spelare som köptes in
| Namn          | Nationalitet | Nr | Position | Ålder | Från (datum)                    | Summa    | Notering |
| ------------- | ------------ | -- | -------- | ----- | ------------------------------- | -------- | -------- |
| Allan Clarke  | England      | 8  | A        | 22    | Leicester City FC (24 jun 1969) | £165 000 |          |
| John Faulkner | England      | -  | F        | 21    | Sutton United FC (1 mar 1970)   | £10 000  |          |
| Keith Edwards | England      | -  | F        | 22    | Skolan (jun 1969)               | -        |          |
| Jimmy Mann    | England      | -  | MF       | 16    | Skolan (dec 1969)               | -        |          |

### Spelare som lämnade under säsongen
| Nr | Namn              | Nationalitet | Position | Ålder | I Leeds sedan | Matcher | Mål | Lämnar datum (till)                      | Transfer | Notering |
| -- | ----------------- | ------------ | -------- | ----- | ------------- | ------- | --- | ---------------------------------------- | -------- | -------- |
| 7  | Mike O'Grady      | England      | MF       | 26    | 11 okt 1965   | 121     | 17  | 23 Sep 1969 (Wolverhampton Wanderers FC) | £80 000  |          |
| 11 | Albert Johanneson | Sydafrika    | A        | 30    | 1 apr 1961    | 200     | 68  | 1 jul 1970 (York City FC)                | Fri      |          |

## Utmärkelser

### Årets Manager
- 1970 Don Revie blev efter säsongen utsedd till Årets Manager i England för andra året i följd (han har tilldelats priset tre gånger: 1969, 1970 och 1972)[8][9]

### Årets fotbollsspelare
- 1970 Årets fotbollsspelare i England:  Billy Bremner[10]

## Säsongens matchfakta

### Tabellplacering under säsongen
Nedanstående tabeller visar Leeds United placering i Engelska ligan division 1 efter varje spelad ligamatch säsongen 1969/1970.
| Omgång    | 1 | 2 | 3 | 4 | 5 | 6 | 7 | 8 | 9 | 10 | 11 | 12 | 13 | 14 | 15 | 16 | 17 | 18 | 19 | 20 | 21 | 22 | 23 | 24 | 25 | 26 | 27 | 28 | 29 | 30 | 31 | 32 | 33 | 34 | 35 | 36 | 37 | 38 | 39 | 40 | 41 | 42 |
| --------- | - | - | - | - | - | - | - | - | - | -- | -- | -- | -- | -- | -- | -- | -- | -- | -- | -- | -- | -- | -- | -- | -- | -- | -- | -- | -- | -- | -- | -- | -- | -- | -- | -- | -- | -- | -- | -- | -- | -- |
| Spelplats | H | H | B | B | H | B | B | H | B | H  | B  | H  | B  | B  | H  | H  | B  | H  | B  | H  | H  | B  | H  | H  | H  | B  | H  | B  | H  | B  | B  | H  | B  | H  | B  | B  | H  | B  | B  | H  | H  | B  |
| Resultat  | V | O | V | O | O | O | F | O | V | V  | V  | V  | O  | O  | V  | V  | O  | V  | O  | V  | O  | V  | V  | V  | V  | F  | V  | V  | V  | O  | O  | V  | O  | V  | O  | V  | F  | F  | O  | V  | F  | F  |
| Position  | 6 | 6 | 4 | 3 | 6 | 5 | 9 | 7 | 5 | 5  | 4  | 4  | 4  | 5  | 4  | 3  | 2  | 2  | 2  | 2  | 2  | 2  | 2  | 2  | 1  | 1  | 1  | 1  | 1  | 1  | 1  | 1  | 1  | 1  | 1  | 2  | 2  | 2  | 2  | 2  | 2  | 2  |

Nedan är statistik och matchfakta angående Leeds tävlingsmatcher under säsongen 1969/70. 

### FA Charity Shield
Leeds vann Charity Shield, det vill säga, matchen mellan regerande liga- (Leeds) och FA-cupmästarna (Manchester City).
| Final 2 aug 1969 | Leeds United             | 2 – 1   | Manchester City FC | Elland Road    |  |  |
| 15:00            | E. Gray 54′ Charlton 57′ | Rapport | Bell 89′           | Publik: 39 835 |  |  |
|                  |                          |         |                    |                |  |  |

### Försäsong/träningsmatcher
Leeds spelade följande träningsmatcher innan säsongen.
| 5 augusti 1969 | Celtic FC  | 1 – 1 | Leeds United | Celtic Park |  |  |
|                | Lennox 64′ |       | Bates 58′    | Publik:     |  |  |
|                |            |       |              |             |  |  |

### Ligan, division 1
Leeds matcher i Engelska ligan division 1 under säsongen.
| 1 9 augusti 1969 | Leeds United                            | 3 – 1 | Tottenham Hotspur FC | Elland Road    |  |  |
| 15:00            | Bremner 15′ Clarke 57′ Giles 87′ (str.) |       | Greaves 85′          | Publik: 35 804 |  |  |
|                  |                                         |       |                      |                |  |  |

| 2 13 augusti 1969 | Leeds United | 0 – 0 | Arsenal FC | Elland Road    |  |  |
| 19:45             |              |       |            | Publik: 37 164 |  |  |
|                   |              |       |            |                |  |  |

| 3 16 augusti 1969 | Nottingham Forest FC | 1 – 4 | Leeds United                                    | City Ground    |  |  |
| 15:00             |                      |       | Clarke 68′ Lorimer -′ Giles -′ (str.) E Gray -′ | Publik: 34 290 |  |  |
|                   |                      |       |                                                 |                |  |  |

| 4 19 augusti 1969 | Arsenal FC | 1 – 1 | Leeds United | Highbury       |  |  |
|                   | player 8′  |       | Lorimer 80′  | Publik: 45 160 |  |  |
|                   |            |       |              |                |  |  |

| 5 23 augusti 1969 | Leeds United | 1 – 1 | Newcastle | Elland Road    |  |  |
|                   | Jones 15′    |       | player -′ | Publik: 40 403 |  |  |
|                   |              |       |           |                |  |  |

| 6 26 augusti 1969 | Burnley FC | 1 – 1 | Leeds United | Turf Moor      |  |  |
|                   |            |       | Jones -′     | Publik: 28 000 |  |  |
|                   |            |       |              |                |  |  |

| 7 30 augusti 1969 | Everton FC                | 3 – 2 | Leeds United          | Goodison Park  |  |  |
|                   | Husband 5′ Royle 20′, 49′ |       | Bremner 52′ Clarke -′ | Publik: 51 797 |  |  |
|                   |                           |       |                       |                |  |  |

| 8 6 september 1969 | Leeds United                 | 2 – 2 | Manchester United FC | Elland Road    |  |  |
|                    | player -′ (sjm.) Bremner 88′ |       |                      | Publik: 44 271 |  |  |
|                    |                              |       |                      |                |  |  |

| 9 13 september 1969 | Sheffield Wednesday FC | 1 – 2 | Leeds United        | Hillsborough Stadium |  |  |
|                     |                        |       | Clarke -′ E Gray -′ | Publik: 31 998       |  |  |
|                     |                        |       |                     |                      |  |  |

| 10 20 september 1969 | Leeds United               | 2 – 0 | Chelsea FC | Elland Road    |  |  |
|                      | Lorimer -′ Giles -′ (str.) |       |            | Publik: 33 130 |  |  |
|                      |                            |       |            |                |  |  |

| 11 27 september 1969 | Coventry City FC | 1 – 2 | Leeds United        | Highfield Road |  |  |
|                      |                  |       | Clarke -′ E Gray -′ | Publik: 36 091 |  |  |
|                      |                  |       |                     |                |  |  |

| 12 4 oktober 1969 | Leeds United                    | 2 – 1 | Stoke City FC | Elland Road    |  |  |
|                   | Giles -′ (str.) Giles -′ (str.) |       |               | Publik: 35 680 |  |  |
|                   |                                 |       |               |                |  |  |

| 13 11 oktober 1969 | West Bromwich | 1 – 1 | Leeds United | The Hawthorns  |  |  |
|                    |               |       | Jones -′     | Publik: 33 688 |  |  |
|                    |               |       |              |                |  |  |

| 14 18 oktober 1969 | Crystal Palace FC | 1 – 1 | Leeds United | Selhurst Park  |  |  |
|                    |                   |       | Lorimer -′   | Publik: 36 091 |  |  |
|                    |                   |       |              |                |  |  |

| 15 25 oktober 1969 | Leeds United    | 2 – 0 | Derby County FC | Elland Road    |  |  |
|                    | Clarke 39′, 42′ |       |                 | Publik: 44 183 |  |  |
|                    |                 |       |                 |                |  |  |

| 16 29 oktober 1969 | Leeds United                                            | 6 – 1 | Nottingham Forest FC | Elland Road    |  |  |
|                    | Lorimer 9′, 80′, 82′ Charlton 41′ Bates 70′ Hibbitt 88′ |       | Newton 27′           | Publik: 29 636 |  |  |
|                    |                                                         |       |                      |                |  |  |

| 17 1 november 1969 | Sunderland FC | 0 – 0 | Leeds United | Roker Park     |  |  |
|                    |               |       |              | Publik: 31 842 |  |  |
|                    |               |       |              |                |  |  |

| 18 8 november 1969 | Leeds United                                  | 4 – 0 | Ipswich Town FC | Elland Road    |  |  |
|                    | Giles -′ Jones -′ Hunter -′, -′, -′ E Gray -′ |       |                 | Publik: 26 497 |  |  |
|                    |                                               |       |                 |                |  |  |

| 19 15 november 1969 | Southampton FC | 1 – 1 | Leeds United | The Dell       |  |  |
|                     |                |       | Jones -′     | Publik: 23 963 |  |  |
|                     |                |       |              |                |  |  |

| 20 19 november 1969 | Leeds United          | 2 – 0 | Sunderland FC | Elland Road    |  |  |
|                     | Jones 21′ Lorimer 84′ |       |               | Publik: 25 890 |  |  |
|                     |                       |       |               |                |  |  |

| 21 22 november 1969 | Leeds United           | 1 – 1 | Liverpool FC      | Elland Road    |  |  |
|                     | Giles 20′ (str.) Giles |       | Yeates 60′ (str.) | Publik: 43 293 |  |  |
|                     |                        |       |                   |                |  |  |

| 22 29 november 1969 | Manchester City FC | 1 – 2 | Leeds United        | Maine Road     |  |  |
|                     |                    |       | E gray -′ Jones 87′ | Publik: 44 590 |  |  |
|                     |                    |       |                     |                |  |  |

| 23 6 december 1969 | Leeds United                           | 3 – 1 | Wolverhampton Wanderers FC | Elland Road    |  |  |
|                    | player -′ (sjm.) Clarke -′ Charlton -′ |       |                            | Publik: 33 090 |  |  |
|                    |                                        |       |                            |                |  |  |

| 24 13 december 1969 | Leeds United    | 2 – 0   | Sheffield Wednesday FC | Elland Road    |  |  |
|                     | Clarke 62′, 82′ | Rapport |                        | Publik: 31 114 |  |  |
|                     |                 |         |                        |                |  |  |

| 25 17 december 1969 | Leeds United                      | 4 – 1 | West Ham United FC | Elland Road    |  |  |
|                     | Giles -′ Clarke -′ Lorimer -′, -′ |       |                    | Publik: 30 699 |  |  |
|                     |                                   |       |                    |                |  |  |

| 26 26 december 1969 | Newcastle United FC | 2 – 1 | Leeds United | St James' Park |  |  |
|                     |                     |       | Giles 60′    | Publik: 54 527 |  |  |
|                     |                     |       |              |                |  |  |

| 27 27 december 1969 | Leeds United   | 2 – 1 | Everton FC | Elland Road    |  |  |
|                     | Jones 15′, 30′ |       |            | Publik: 46 770 |  |  |
|                     |                |       |            |                |  |  |

| 28 10 januari 1970 | Chelsea FC             | 2 – 5   | Leeds United                                                 | Stamford Bridge |  |  |
|                    | Hollins 35′ Osgood 41′ | Rapport | Clarke 15′ Cooper 50′ Giles 57′ (str.) Lorimer 60′ Jones 63′ | Publik: 57 221  |  |  |
|                    |                        |         |                                                              |                 |  |  |

| 29 17 januari 1970 | Leeds United              | 3 – 1 | Coventry City FC | Elland Road    |  |  |
|                    | Clarke -′, -′ Charlton -′ |       |                  | Publik: 34 295 |  |  |
|                    |                           |       |                  |                |  |  |

| 30 26 januari 1970 | Manchester United FC | 2 – 2 | Leeds United        | Old Trafford   |  |  |
|                    |                      |       | Jones -′ Bremner -′ | Publik: 60 514 |  |  |
|                    |                      |       |                     |                |  |  |

| 31 31 januari 1970 | Stoke City FC | 1 – 1 | Leeds United | Victoria Ground |  |  |
|                    |               |       | Giles -′     | Publik: 35 908  |  |  |
|                    |               |       |              |                 |  |  |

| 32 10 februari 1970 | Leeds United                               | 3 – 1 | West Bromwich Albion FC | Elland Road    |  |  |
|                     | Giles -′, -′ Jones -′ Lorimer -′ E Gray -′ |       |                         | Publik: 31 515 |  |  |
|                     |                                            |       |                         |                |  |  |

| 33 14 februari 1970 | Tottenham Hotspurs FC | 1 – 1 | Leeds United | White Hart Lane |  |  |
|                     |                       |       | Lorimer -′   | Publik: 41 713  |  |  |
|                     |                       |       |              |                 |  |  |

| 34 28 februari 1970 | Leeds United | 2 – 0 | Crystal Palace FC | Elland Road    |  |  |
|                     | Jones -′, -′ |       |                   | Publik: 34 295 |  |  |
|                     |              |       |                   |                |  |  |

| 35 7 mars 1970 | Liverpool FC | 0 – 0 | Leeds United | Anfield        |  |  |
|                |              |       |              | Publik: 51 435 |  |  |
|                |              |       |              |                |  |  |

| 36 21 mars 1970 | Wolverhampton Wanderers FC | 1 – 2 | Leeds United       | Molineux       |  |  |
|                 |                            |       | Jones -′ Clarke -′ | Publik: 35 057 |  |  |
|                 |                            |       |                    |                |  |  |

| 37 28 mars 1970 | Leeds United | 1 – 3 | Southampton FC                                    | Elland Road    |  |  |
|                 | Lorimer 63′  |       | Charlton 71′ (sjm.) Davies 77′ (str.) Channon 80′ | Publik: 34 295 |  |  |
|                 |              |       |                                                   |                |  |  |

| 38 30 mars 1970 | Derby County FC | 4 – 1 | Leeds United | Baseball Ground |  |  |
|                 |                 |       | Kennedy -′   | Publik: 41 011  |  |  |
|                 |                 |       |              |                 |  |  |

| 39 2 april 1970 | West Ham United FC | 2 – 2 | Leeds United   | Upton Park     |  |  |
|                 |                    |       | Clarke -′, 86′ | Publik: 26 140 |  |  |
|                 |                    |       |                |                |  |  |

| 40 4 april 1970 | Leeds United    | 2 – 1   | Burnley FC  | Elland Road    |  |  |
|                 | E Gray 10′, 71′ | Rapport | Probert 26′ | Publik: 24 691 |  |  |
|                 |                 |         |             |                |  |  |

| 41 18 april 1970 | Leeds United | 1 – 3 | Manchester City FC | Elland Road    |  |  |
| 15:00            | Belfitt -′   |       |                    | Publik: 22 923 |  |  |
|                  |              |       |                    |                |  |  |

| 42 21 april 1970 | Ipswich Town FC | 2 – 3 | Leeds United          | Portman Road   |  |  |
| 15:00            |                 |       | Hibbitt -′ E. Gray -′ | Publik: 16 875 |  |  |
|                  |                 |       |                       |                |  |  |

### FA-cupen
Leeds matcher i FA-cupen under säsongen.
| 3:e omgången 3 jan 1970 | Leeds United               | 2 – 1   | Swansea City FC           | Elland Road                         |  |  |
| 15:00                   | Giles 70′ (str.) Jones 78′ | Rapport | Gwyther 24′ Mel Nurse 60' | Publik: 30 246 Domare: D.A. Corbett |  |  |
|                         |                            |         |                           |                                     |  |  |

| 4:e omgången 24 jan 1970 | Sutton United FC | 0 – 6   | Leeds United                               | Gander Green Lane                 |  |  |
| 15:00                    |                  | Rapport | Clarke 14′, 44′, 56′, 77′ Lorimer 41′, 60′ | Publik: 14 000 Domare: Jim Finney |  |  |
|                          |                  |         |                                            |                                   |  |  |

| 5:e omgången 7 feb 1970 | Leeds United         | 2 – 0   | Mansfield Town FC | Elland Road                      |  |  |
| 15:00                   | Giles 27′ Clarke 34′ | Rapport |                   | Publik: 48 093 Domare: W. Castle |  |  |
|                         |                      |         |                   |                                  |  |  |

| 6:e omgången 21 feb 1970 | Swindon Town FC | 0 – 2   | Leeds United    | The County Ground               |  |  |
| 15:00                    |                 | Rapport | Clarke 32′, 34′ | Publik: 27 500 Domare: K.Walker |  |  |
|                          |                 |         |                 |                                 |  |  |

| Semifinal 14 mar 1970 | Leeds United | 0 – 0   | Manchester United FC | Hillsborough Stadium               |  |  |
|                       |              | Rapport |                      | Publik: 55 000 Domare: J.K. Taylor |  |  |
|                       |              |         |                      |                                    |  |  |

| Semifinal, omspel 1 23 mar 1970 | Leeds United | 0 – 0 (e fl) | Manchester United FC | Villa Park                         |  |  |
|                                 |              | Rapport      |                      | Publik: 62 500 Domare: J.K. Taylor |  |  |
|                                 |              |              |                      |                                    |  |  |

| Semifinal, omspel 2 26 mar 1970 | Leeds United | 1 – 0   | Manchester United FC | Burnden Park   |  |  |
|                                 | Bremner 8′   | Rapport |                      | Publik: 56 000 |  |  |
|                                 |              |         |                      |                |  |  |

| Final 11 apr 1970 | Leeds United           | 2 – 2 (e fl) | Chelsea FC                  | Wembley Stadium                    |  |  |
|                   | Charlton 20′ Jones 83′ | Rapport      | Houseman 41′ Hutchinson 86′ | Publik: 100 000 Domare: E Jennings |  |  |
|                   |                        |              |                             |                                    |  |  |

| Final, omspel 29 apr 1970 | Leeds United | 1 – 2 (e fl) | Chelsea FC           | Old Trafford   |  |  |
|                           | Jones 35′    | Rapport      | Osgood 78′ Webb 104′ | Publik: 62 078 |  |  |
|                           |              |              |                      |                |  |  |

### Europacupen
Leeds matcher i Europacupen i fotboll 1969/1970.
| 1:a omg, 1:a matchen 17 sep 1969 | Leeds United                                                                               | 10 – 0  | SK Lyn Oslo | Elland Road    |  |  |
| 19:45                            | O'Grady 1′ (35 sekunder!) Jones 4′, 9′, 61′ Clarke 19′, 47′ Giles 34′, -′ Bremner 65′, 88′ | Rapport |             | Publik: 25 979 |  |  |
|                                  |                                                                                            |         |             |                |  |  |

| 1:a omg, 2:a matchen 1 okt 1969 | SK Lyn Oslo | 0 – 6 (totalt 16 – 0) | Leeds United                                           | Oslo                         |  |  |
| 19:45                           |             | Rapport               | Belfitt 6′, 70′ Hibbitt 20′, 54′ Jones 30′ Lorimer 67′ | Arena: Ullevål Publik: 7 595 |  |  |
|                                 |             |                       |                                                        |                              |  |  |

| 2:a omg, 1:a matchen 12 nov 1969 | Leeds United            | 3 – 0   | Ferencváros | Elland Road    |  |  |
| 19:45                            | Giles 1′ Jones 20′, 35′ | Rapport |             | Publik: 37 291 |  |  |
|                                  |                         |         |             |                |  |  |

| 2:a omg, 2:a matchen 26 nov 1969 | Ferencváros | 0 – 3 (totalt 6 – 0) | Leeds United               | Budapest          |  |  |
| 19:45                            |             | Rapport              | Jones 35′, 80′ Lorimer 88′ | Arena: Népstadion |  |  |
|                                  |             |                      |                            |                   |  |  |

| Kvartsfinal, 1:a matchen 4 mar 1970 | Standard Liège | 0 – 1   | Leeds United | Stade de Sclessin |  |  |
| 19:45                               |                | Rapport | Lorimer -′   |                   |  |  |
|                                     |                |         |              |                   |  |  |

| Kvartsfinal, 2:a matchen 18 mar 1970 | Leeds United     | 1 – 0 (totalt 2 – 0) | Standard Liège | Elland Road |  |  |
| 19:45                                | Giles 80′ (str.) | Rapport              |                |             |  |  |
|                                      |                  |                      |                |             |  |  |

| Semifinal, 1:a matchen 1 apr 1970 | Leeds United | 0 – 1   | Celtic                     | Elland Road    |  |  |
| 19:45                             |              | Rapport | Connelly 1′ (85 sekunder!) | Publik: 45 505 |  |  |
|                                   |              |         |                            |                |  |  |

| Semifinal, 2:a matchen 15 apr 1970 | Celtic                 | 2 – 1 (totalt 1 – 3) | Leeds United | Glasgow                             |  |  |
| 19:45                              | Hughes 47′ Murdoch 53′ | Rapport1 Rapport2    | Bremner 14′  | Arena: Hampden Park Publik: 135 826 |  |  |
|                                    |                        |                      |              |                                     |  |  |

### Ligacupen
Leeds ligacupmatcher under säsongen.
| 2:a omgången 2 sep 1969 | Fulham FC | 0 – 1 | Leeds United | Craven Cottage |  |  |
| 19:45                   |           |       | Charlton x′  | Publik: 20 446 |  |  |
|                         |           |       |              |                |  |  |

| 3:e omgången 24 sep 1969 | Leeds United | 1 – 1 | Chelsea FC | Elland Road    |  |  |
| 19:45                    | Madeley 90′  |       |            | Publik: 21 933 |  |  |
|                          |              |       |            |                |  |  |

| 3:e omgången, omspel 6 okt 1969 | Chelsea FC | 2 – 0 | Leeds United | Stamford Bridge |  |  |
| 19:45                           | [[]] x′    |       |              | Publik: 38 485  |  |  |
|                                 |            |       |              |                 |  |  |